# 盧富萬亞馬縣

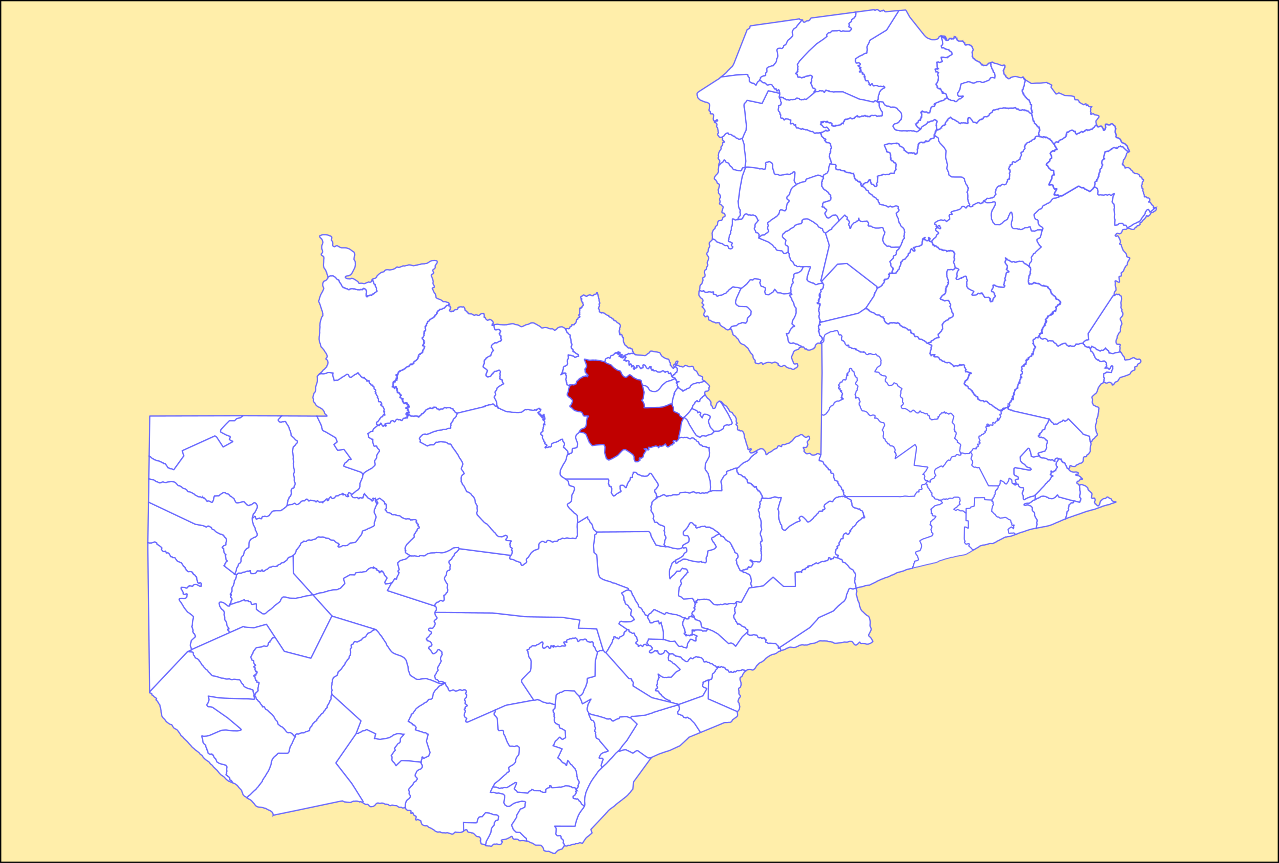

12°53′41″S 27°22′18″E / 12.8947°S 27.3717°E
盧富萬亞馬縣（英語：Lufwanyama District），是贊比亞的縣份，位於該國中部，由銅帶省負責管轄，首府設於盧富萬亞馬，面積9,849平方公里，2010年人口78,503，人口密度每平方公里8人。